# 高照寺 (堺市北区)
高照寺（こうしょうじ）は、大阪府堺市北区南花田町にある真宗佛光寺派の寺院。
創立・沿革は明らかではない。内陣にある親鸞聖人御影の裏書に「宝永5年（1708年）二十代門主（花押）」と書かれていることより、遅くとも江戸中期には聞法の道場として存在していたものと思われる。
前本堂は正徳3年（1713年）に、現本堂は平成7年（1995年）に建立された。

## 交通
- Osaka Metro 御堂筋線 新金岡駅より徒歩15分。
- Osaka Metro 御堂筋線 北花田駅より徒歩20分。
- 南海バス 布忍線　南花田町バス停より徒歩10分。